# Stenobothrus graecus
Stenobothrus graecus är en insektsart som beskrevs av Willy Adolf Theodor Ramme 1926. Stenobothrus graecus ingår i släktet Stenobothrus och familjen gräshoppor.

## Underarter
Arten delas in i följande underarter:
- S. g. graecus
- S. g. malatyensis